# Sergej Bobrovskij

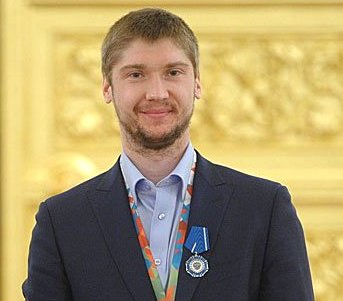
Sergej Bobrovskij, 2014.

Sergej Andrejevitj Bobrovskij, ryska: Серге́й Андреевич Бобровский, född 20 september 1988 i Novokuznetsk, Ryska SFSR, Sovjetunionen, är en rysk professionell ishockeyspelare som spelar för Florida Panthers i NHL.
Han har tidigare spelat för Columbus Blue Jackets och Philadelphia Flyers i NHL; Metallurg Novokuznetsk och SKA Sankt Petersburg i KHL och Kuznetskie Medvedi i MHL.
Bobrovskij är den första ryska målvakten någonsin att vinna Vézina Trophy som ligan bäste målvakt under säsongen. Han har vunnit två gånger, 2013 och 2017.

## Klubblagskarriär

### NHL

#### Philadelphia Flyers
Bobrovsky draftades aldrig av något NHL-lag men skrev på ett treårigt entry level-kontrakt med Philadelphia Flyers värt 5,25 miljoner dollar den 6 maj 2010.

#### Columbus Blue Jackets
Den 22 juni 2012 tradades han till Columbus Blue Jackets i utbyte mot ett draftval i andra rundan 2012 (Anthony Stolarz) och ett draftval i fjärde rundan (Taylor Leier) 2012 och ett i fjärde rundan 2013 (som tradades till Los Angeles Kings och blev Justin Auger).
Han skrev på en kontraktsförlängning på två år med Blue Jackets den 1 juli 2013, värd 11,25 miljoner dollar, och en förlängning på fyra år den 11 januari 2015 värd 29,7 miljoner dollar.

#### Florida Panthers
Den 1 juli 2019 skrev han på ett sjuårskontrakt värt 70 miljoner dollar med Florida Panthers.

## Statistik

### Grundserie
| Säsong     | Lag                    | Liga       | M   | V   | F   | ÖF | MIN    | IM   | N  | GIM  | R%   |
| ---------- | ---------------------- | ---------- | --- | --- | --- | -- | ------ | ---- | -- | ---- | ---- |
| 2006–07    | Metallurg Novokuznetsk | RSL        | 8   | —   | —   | —  | 280    | 13   | 0  | 2.78 | —    |
| 2007–08    | Metallurg Novokuznetsk | RSL        | 24  | —   | —   | —  | 1153   | 57   | 1  | 2.97 | .901 |
| 2008–09    | Metallurg Novokuznetsk | KHL        | 32  | 6   | 16  | 2  | 1636   | 68   | 1  | 2.49 | .927 |
| 2009–10    | Metallurg Novokuznetsk | KHL        | 35  | 9   | 22  | 3  | 1964   | 89   | 1  | 2.72 | .919 |
| 2010–11    | Philadelphia Flyers    | NHL        | 54  | 28  | 13  | 8  | 3017   | 130  | 0  | 2.59 | .915 |
| 2011–12    | Philadelphia Flyers    | NHL        | 29  | 14  | 10  | 2  | 1550   | 78   | 0  | 3.02 | .899 |
| 2012–13    | SKA Sankt Petersburg   | KHL        | 24  | 18  | 3   | 2  | 1420   | 46   | 4  | 1.94 | .932 |
| 2012–13    | Columbus Blue Jackets  | NHL        | 38  | 21  | 11  | 6  | 2219   | 74   | 4  | 2.00 | .932 |
| 2013–14    | Columbus Blue Jackets  | NHL        | 58  | 32  | 20  | 5  | 3299   | 131  | 5  | 2.38 | .923 |
| 2014–15    | Columbus Blue Jackets  | NHL        | 51  | 30  | 17  | 3  | 2994   | 134  | 2  | 2.69 | .918 |
| 2015–16    | Columbus Blue Jackets  | NHL        | 37  | 15  | 19  | 1  | 2116   | 97   | 1  | 2.75 | .908 |
| 2016–17    | Columbus Blue Jackets  | NHL        | 63  | 41  | 17  | 5  | 3708   | 127  | 7  | 2.06 | .931 |
| 2017–18    | Columbus Blue Jackets  | NHL        | 65  | 37  | 22  | 6  | 3912   | 158  | 5  | 2.42 | .921 |
| 2018–19    | Columbus Blue Jackets  | NHL        | 62  | 37  | 24  | 1  | 3557   | 153  | 9  | 2.58 | .913 |
| NHL totalt | NHL totalt             | NHL totalt | 457 | 255 | 153 | 37 | 26,372 | 1082 | 33 | 2.46 | .919 |
| KHL totalt | KHL totalt             | KHL totalt | 91  | 33  | 41  | 7  | 5019   | 203  | 6  | 2.43 | .925 |
| RSL totalt | RSL totalt             | RSL totalt | 32  | —   | —   | —  | 1433   | 70   | 1  | 2.93 | —    |

### Slutspel
| Säsong     | Lag                    | Liga       | M  | V  | F  | MIN   | IM  | N | GIM  | R%   |
| ---------- | ---------------------- | ---------- | -- | -- | -- | ----- | --- | - | ---- | ---- |
| 2006–07    | Metallurg Novokuznetsk | RSL        | 1  | —  | —  | 60    | 4   | 0 | 4.02 | —    |
| 2010–11    | Philadelphia Flyers    | NHL        | 6  | 0  | 2  | 186   | 10  | 0 | 3.23 | .877 |
| 2011–12    | Philadelphia Flyers    | NHL        | 1  | 0  | 0  | 37    | 5   | 0 | 8.11 | .722 |
| 2013–14    | Columbus Blue Jackets  | NHL        | 6  | 2  | 4  | 378   | 20  | 0 | 3.17 | .908 |
| 2016–17    | Columbus Blue Jackets  | NHL        | 5  | 1  | 4  | 310   | 20  | 0 | 3.88 | .882 |
| 2017–18    | Columbus Blue Jackets  | NHL        | 6  | 2  | 4  | 416   | 22  | 0 | 3.18 | .900 |
| 2018–19    | Columbus Blue Jackets  | NHL        | 10 | 6  | 4  | 623   | 25  | 0 | 2.41 | .925 |
| NHL totalt | NHL totalt             | NHL totalt | 34 | 11 | 18 | 1,948 | 102 | 0 | 3.14 | .902 |
| RSL totalt | RSL totalt             | RSL totalt | 1  | —  | —  | 60    | 4   | 0 | 4.02 | —    |

### Internationellt
| År            | Lag           | Turnering     | M | V | F | O | MIN | IM | N | GIM  | R%   |
| ------------- | ------------- | ------------- | - | - | - | - | --- | -- | - | ---- | ---- |
| 2008          | Ryssland      | JVM           | 6 | 4 | 2 | 0 | 366 | 15 | 0 | 2.46 | .919 |
| 2014          | Ryssland      | OS            | 3 | 1 | 1 | 1 | 157 | 3  | 0 | 1.15 | .952 |
| 2014          | Ryssland      | VM            | 8 | 8 | 0 | 0 | 480 | 9  | 0 | 1.13 | .950 |
| 2015          | Ryssland      | VM            | 9 | 6 | 3 | 0 | 542 | 21 | 0 | 2.32 | .906 |
| 2016          | Ryssland      | VM            | 9 | 7 | 2 | 0 | 521 | 15 | 0 | 1.73 | .931 |
| Junior totalt | Junior totalt | Junior totalt | 6 | 4 | 2 | 0 | 366 | 15 | 0 | 2.46 | .919 |